# Sisowath
Sisowath (in khmer ព្រះបាទស៊ីសុវតិ្ថ; Battambang, 7 settembre 1840 – Phnom Penh, 9 agosto 1927) è stato un re cambogiano.
È stato re della Cambogia dall'aprile 1904 all'agosto 1927.
Era figlio di Ang Duong, re dal 1841 al 1860, e fratellastro di Norodom, re dal 1860 al 1904.